# Polygala tuberculata
Polygala tuberculata är en jungfrulinsväxtart som beskrevs av Chod.. Polygala tuberculata ingår i släktet jungfrulinssläktet, och familjen jungfrulinsväxter. Inga underarter finns listade i Catalogue of Life.